# Hereheretue

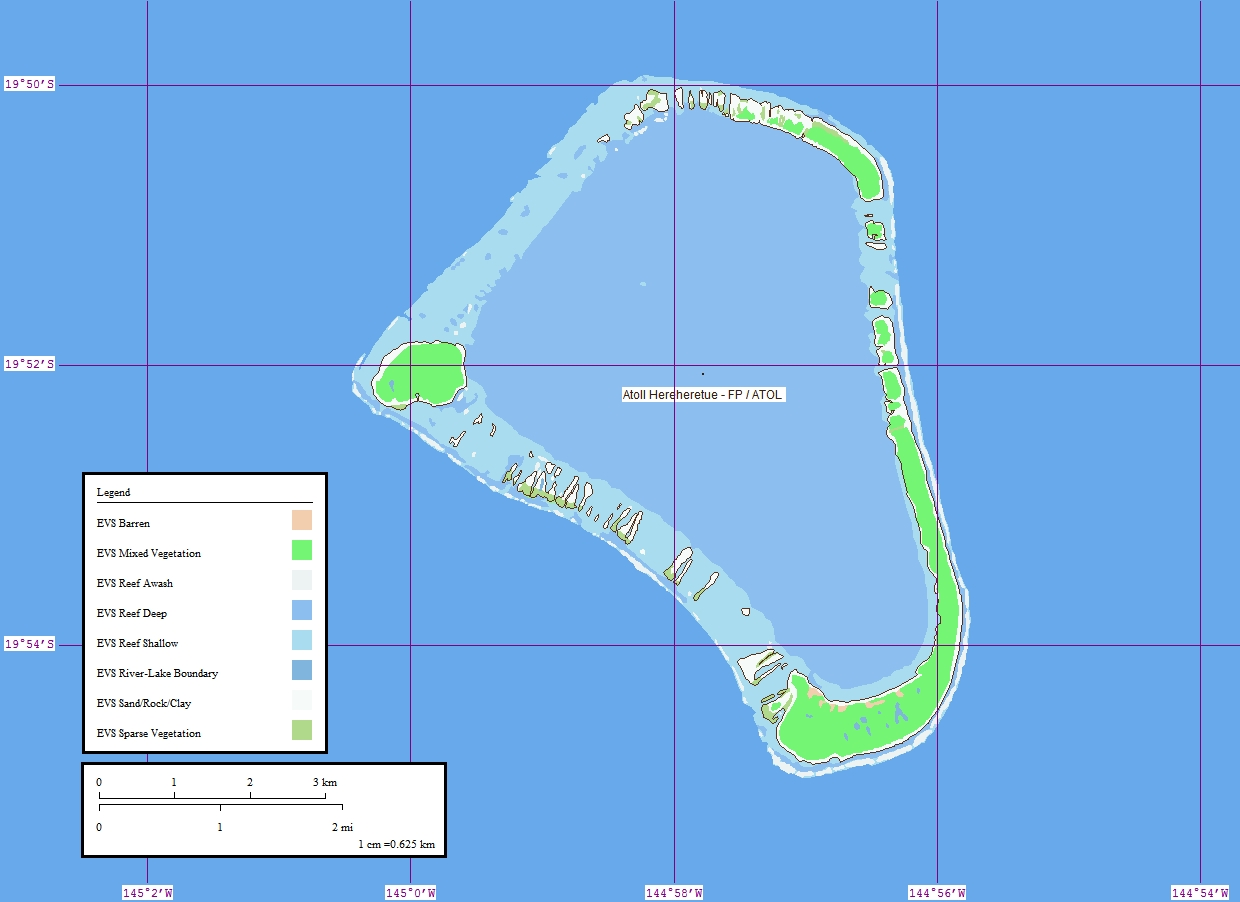
Fotografia da NASA do Atol Hereheretue.

Hereheretue (também grafado Héréhérétué) é um atol das Ilhas do Duque de Gloucester, na Polinésia Francesa, com uma superfície total de 0,6 km².
É um atol pequeno e longínquo, o extremo norte do grupo das Ilhas do Duque de Gloucester, localizado a 150 quilómetros do atol Anuanuraro e a 450 km de Hao, a comuna a que este faz parte. Hereheretue possui uma lagoa no seu interior sem qualquer ligação ao mar, como acontece na maioria das ilhas do seu grupo. Tem uma população total de 57 habitantes, segundo os Censos de 2002, e também dispõe de uma estação meteorológica.

## Administração
Administrativamente é um dos quatro atóis das Ilhas do Duque de Gloucester que pertencem à comuna de Hereheretue (o próprio atol), e que está associado à comuna de Hao, situada no Arquipélago de Tuamotu.

## Ligações Externas
- Lista de Atóis (em francês)
- Imagens de Hereheretue (em inglês)